# Vasboldogasszony
Vasboldogasszony là một thị trấn thuộc hạt Zala, Hungary. Thị trấn này có diện tích 11,75 km², dân số năm 2010 là 613 người, mật độ 52 người/km².